# Fiona Patten
Fiona Patten, född 6 maj 1964 i Canberra, är en australisk politiker som är partiledare för det sexliberala partiet Reason Party, tidigare Australian Sex Party, sedan partiets grundande år 2009. Hon är också en av de ansvariga för the Eros Association.